# Club Atlético Américo Tesorieri
El Club Atlético Américo Tesorieri (C.A.A.T.) es un club deportivo de la Ciudad de La Rioja, La Rioja. Fue fundado un 31 de octubre de 1926. Sus actividades principales son el fútbol, básquet y hockey.
En fútbol, se clasificó automáticamente al Torneo Regional Federal Amateur de 2021/22, cuarta división para equipos indirectamente afiliados a la AFA, y la Liga Riojana de Fútbol.

## Historia
Por aquellos años (1926),se decide el nombre en honor al ex-arquero de la Selección Argentina de Fútbol y de Boca Juniors, Américo Tesoriere (aunque en este caso, se le modificó la "e" final del apellido por una "i"),todo esto fundado en el corazón de barrios populares y parte de Barrio centro que integran la denominada "Republica de Tesorieri" .
Tesorieri quién supiese ser protagonista de múltiples hazañas con los equipos a los que representó, entre ellos, la Copa América 1921, en la que Tesoriere fue condecorado por mantener la valla invicta a lo largo del torneo. Mismo homenaje realizó el homónimo Club Deportivo Américo Tesorieri de Catamarca, fundado en 1933.

### Inicios
Afiliado a la Liga Riojana, logró su primer campeonato en 1946. Durante los años '50, obtuvo otros 5 título en la Liga.En la década del 70 con un equipo arroyador nace el famoso Pum Pum Tesho aliento histórico hacia los delanteros para patear el balón al arco,y por ese pum pum como el ruido de una pistola lleva a ser conocidos como "Los Pistoleros".

### Paso por el Torneo Regional
En 1966 volvió a ganar el campeonato de la Liga, su séptimo título. Por esto clasificó a la inaugural edición del Torneo Regional, primer torneo para los clubes indirectamente afiliados, que otorgaba plazas para el nuevo Campeonato Nacional de Primera División. El 16 de julio de 1967, hizo su debut en Catamarca, igualando 3 a 3 con Policial. El 23 igualó 0 a 0 y avanzó a semifinales por sorteo. Allí fue eliminado por Juventud Alianza, cayendo por 5 a 0 en el global. En 1967 volvió a ganar la Liga, pero no disputó el Regional.
En 1970 volvió a clasificar: venció a Estudiantes en San Luis por 4 a 2, y selló el pase al igualar 1 a 1 de local; luego venció por 5 a 1 a Independiente y clasificó a semifinales luego de caer 3 a 1 en Neuquén. Quedaría eliminado ante San Martin al caer 4 a 1 en San Juan y 1 a 0 de local.
En 1975 ganó su décima liga y clasificó al Regional de 1976: venció por a 1 a 0 y empató 1 a 1 en Catamarca ante Sarmiento; en semifinales venció por 1 a 0 pero cayó por 4 a 1 en Tucumán ante San Martín.

### Paso por el Torneo del Interior
En 1991 ganó su undécimo título de la Liga, y se clasificó al Torneo del Interior, certamen regular para los indirectamente afiliados con ascenso al Campeonato Nacional B, torneo que desde 1986 desplazó a la Primera B como segunda categoría del fútbol argentino. El 10 de noviembre hizo su debut en el torneo, venciendo por 2 a 1 a Independiente de Catamarca, y terminó primero e invicto en el Grupo B de la Región Centro Oeste. En el Grupo 1 de la segunda fase, finalizó tercero y se despidió del torneo.

### Paso por el Argentino B
En 1997 ganó su duodécima Liga y se clasificó al recientemente creado Torneo Argentino B, cuarta categoría para los indirectamente afiliados. En el torneo de 1997/98, pudo superar la primera etapa al quedar primero del Grupo 2 de la Región Centro, pero no pudo superar la segunda etapa al terminar último en el Grupo 8.
En 1998 obtuvo un nuevo bicampeonato en la Liga, clasificando al Argentino B 1998/99, donde quedó rápidamente eliminado en el Grupo 3 de la Región Centro.
En 1999 logró su primer tricampeonato en la Liga y se clasificó al Argentino B 1999/00, donde realizó una campaña idéntica a la de 1997/98, quedando eliminado en la segunda etapa.
En el Argentino B 2000/01, superó la primera etapa quedando segundo en su grupo. Al quedar tercero en su grupo, no superó la segunda etapa.

### Pentacampeonato y retorno a la AFA
En 2004 ganó su decimoquinto campeonato de la Liga y en 2005 el decimosexto. Sin embargo, no disputó la edición inaugural del Torneo del Interior, quinta categoría para los indirectamente afiliados.
En 2006 logró un nuevo tricampeonato en la Liga y disputó el Torneo del Interior de ese año: superó la Zona 10 invicto y los dieciseisavos de final al vencer en los penales a Gutiérrez, tras igualar ambos partidos; pero no pudo superar los octavos de final al caer en los penales ante Huracán Las Heras.
En 2007 logró su primer tetracampeonato en la Liga. En el Torneo del Interior 2007, supero la Zona 5 pero cayó en ambos partidos antes Peñarol de San Juan, por los dieciseisavos de final.
En 2008 se convirtió en el segundo club de la Liga en lograr el pentacampeonato, después de lograrlo Firpo entre 1922 y 1926. Por el Torneo del Interior de ese año, quedó segundo en la Zona 4 y avanzó a los dieciseisavos de final, donde Árbol Verde lo eliminó en los penales.
En los siguientes Torneo del Interior tampoco destacaría: en 2009, superó la Zona 17 primero e invicto, superó los 32.os de final al vencer a Obreros de San Isidro por 3 a 2 e igualar 0 a 0 en Catamarca, y fue eliminado por su homónimo en Catamarca al caer por 2 a 0, luego de haber ganado 1 a 0 en La Rioja; en 2010, superó la Zona 14, venció a Chilecito en los 32.os de final, a San Buenaventura en los 16.os, pero cayó ante Teniente Origone en los octavos de final; y en 2011, superó  la Zona 16 pero quedó rápidamente eliminado por Peñarol de San Juan.

### Ascenso e invitación al Federal A
Luego de 3 años ausente, saneando el club y eligiendo nuevas autoridades, volvió al Torneo del Interior, con A. Flores como nuevo presidente apostando de lleno al torneo Argentino "C" que desde hacía unos años venía siendo reestructurado con el aumento de ascensos y participantes. En la edición de 2014, quedó segundo en la Zona 66 detrás de Andino, luego empató 0 a 0 con Tiro Federal y Gimnasia (Andalgala) en la ida y 1 a 1 en la vuelta, superándolo en los penales y en segunda fase supero a San Martín de El Bañado por 1 a 0 en ambos partidos. En la tercera y última etapa, enfrentó a 9 de Julio de Río Tercero (Córdoba),donde, tras vencer por 1 a 0 en La Rioja y caer por 2 a 1 en Río Tercero, venció en los penales y ascendió por primera vez al Torneo Argentino B,(siendo así el único equipo en la provincia en ganar un torneo de AFA).
Sin embargo, mediados de 2014, por necesidad de federalizar la tercera categoría del interior a nivel nacional, el Consejo Federal de la AFA decide invitar a 21 clubes con el fin de que cada provincia tuviera 2 representantes entre las 3 máximas categorías. Tanto Tesorieri como Andino, su clásico rival, fueron de los 17 clubes que aceptaron la invitación al nuevo Torneo Federal A, reemplazante del anterior Torneo Argentino A. 
El 24 de agosto, hizo su debut en el torneo ante Unión de Villa Krause, cayendo por 5 a 1 en San Juan. En su visita a Andino, obtuvo su primer punto al empatar 1 a 1. Su primer y único triunfo lo consiguió el 15 de octubre, por la fecha 10, en el clásico riojano al vencer por 2 a 1 a Andino. Finalizó penúltimo en la Zona 2 pero, dado el carácter de transición del torneo, solo quedó fuera de la disputa por los ascensos.

### Descensos y retorno a la Liga
En la temporada 2015 del Federal A, compitió en la Zona 4 donde finalizó último, siendo su único triunfo por 1 a 0 ante Altos Hornos Zapla, y 4 empates de los cuales 2 fueron ante Andino. Quedó relegado a la Reválida, donde disputó la Zona B. Su desempeño mejoró pero no lo suficiente: logró vencer por 2 a 1 en la Rioja a Textil Mandiyú y a Vélez de San Ramón, y por 5 a 4 a Concepción. Tras igualar en Concepción del Uruguay por 2 a 2 con Gimnasia y Esgrima, fue condenado al descenso a falta de 2 fechas. El 27 de octubre, en Resistencia, se despidió del torneo cayendo por 5 a 0 ante Sarmiento.
Descendido al Federal B, decidió no participar del torneo del primer semestre de 2016, manteniendo la categoría al no haber descensos. Sin embargo, también renunció a participar del torneo complementario del segundo semestre, por lo que descendió.
En 2017 disputó el Federal C. Allí superó la fase de grupos de la Región Cuyo con el primer lugar, accediendo directamente a octavos de final, donde venció a Independiente de Chilecito con 2 triunfos por 1 a 0. En cuartos de final, venció por 4 a 1 en La Rioja, y en San Antonio cayó por 3 a 0 ante Independiente, pero logró avanzar al vencer en los penales. En las semifinales quedó eliminado por Central Argentino de La Banda, retornando a disputar exclusivamente la Liga Riojana.

### Actualidad
En 2019, disputó la edición inaugural del Torneo Regional Federal Amateur, que reemplazó a los torneos Federal B y Federal C. Quedó tercero en la Zona 5 de la Región Centro, pasando a la siguiente fase donde fue eliminado por Defensores de Fiambalá.
En la edición de 2020, había quedado en segundo lugar en la Zona 7 de la Región Centro, pero logró avanzar a la siguiente fase entre los mejores segundos. Mientras competía en la Zona 3, el torneo fue suspendido y luego cancelado por las restricciones sanitarias, a causa de la pandemia de covid-19. A inicios de 2021, disputó el torneo de transición, pero finalizó último en la Zona 1 de la Región Centro.
En la edición 2021/22, compitió en la Zona 4 y quedó eliminado al no quedar entre los mejores segundos.
El Consejo Federal le otorgó una licencia deportiva para participar del torneo de 2023/24 donde, por diferencia de gol, no pudo quedarse con el primer lugar de la Zona 2 de la Región Centro y, al no entrar entre los mejores segundos, quedó eliminado.

## Estadio
Actualmente ya dispone de un estadio propio, ubicado entre las intercepciones de las Av. Sta. Rosa Y Av. Carlos Gardel. Los encuentros oficiales (afiliados a AFA) que disputa como local los realiza en el Estadio Carlos Augusto Mercado Luna, que actualmente permite a 35.000 espectadores.

## Hinchada
A la hinchada se la conoce como la Barra de Los Pistoleros (histórica y tradicional), aparte fue la primera hinchada organizada de la ciudad,la denominada "Republica de tesho"integrada por los barrios Shincal,Suboficiales,Los Olmos,Av,Facundo Quiroga,Luis Vernet y B. UNLAR.
Agrupaciones: la banda de Tesho ,La Banda Que Aguanta' , Amor Pistolero (Beccar y Maipu).

## Clásicos
El clásico rival del «tesho» es el Rioja Juniors Fútbol Club, considerado el clásico más antiguo del fútbol riojano.
Clásicos de Barrio con Racing (b°4 de junio) y San Roman. San Francisco y Estudiantes por cercanía.
Disputa el clásico riojano con ASC, por motivo de ser los clubes más galardonados de la Liga Riojana y de haber participado juntos en el Torneo Federal A.

## Palmarés

### Títulos locales
Tesorieri es el club que más a ganado la Liga Riojana
>  Liga Riojana de Fútbol (20): 1946, 1951, 1952, 1954, 1956, 1957, 1966, 1967, 1969, 1975, 1991, 1997, 1998, 1999, 2004, 2005, 2006, 2007, 2008 y 2023.
> T.D.I 2013-2014 (AFA)  Torneo provincial 2019-2023

## Datos del club
- Temporadas en Primera División: 0
- Temporadas en la Segunda categoría del fútbol argentino: 3
  - Temporadas en el Torneo Regional: 3[10] (1967, 1970 y 1976)
- Temporadas en Argentino A:1 0
- Temporadas en Torneo Federal A: 2 (2014 y 2015)
- Temporadas en Argentino B: 4 (1997/1998-1999/2000),(2012/2013)
- Temporadas en Torneo Federal B: 1 (2016)
- Ascensos
  -  En 2014 a Torneo Federal B campeón del torneo del interior
  -  En 2014 a Torneo Federal A por una invitación del Consejo Federal

En 2020 a Torneo Regional Amateur
- Descensos
  -  En 2000 a Torneo del Interior
  -  En 2015 a Torneo Federal B
  -  En 2016 a Torneo Federal C o liga regional por declinar participación